# Comissão Mista de Conciliação
As Comissões Mistas de Conciliação foram criadas durante o Governo Provisório de Getúlio Vargas em 1932. Esses órgãos tinham por objetivo mediar os conflitos latentes entre capital e trabalho, dado o crescente movimento de trabalhadores urbanos desde o início da Primeira República. 
Funcionavam paralelamente às Juntas de Conciliação e Julgamento, tendo como função única a realização de tentativas de conciliação entre duas partes: patrões e empregados. A criação das Comissões Mistas de Conciliação pode ser colocada no bojo de outras medidas implementadas por Vargas para tentar mitigar a "questão social" - o conjunto de problemas advindos da precariedade das condições de vida da massa de trabalhadores urbanos. A regulamentação dos sindicatos das classes patronais e operárias se deu no ano anterior, via Decreto nº 19.770, de 19 de março de 1931 e a instituição da Carteira de Trabalho se deu no mesmo ano pelo Decreto 21.175.
Sendo frustrada a tentativa de acordo, a questão somente poderia ser decidida por uma JCJ ou pelo Ministério do Trabalho, quando este, por meio de carta avocatória tomava para si a atribuição de julgar determinado caso.
As Comissões Mistas de Conciliação antecederam a instalação da Justiça do Trabalho no Brasil, prevista na Constituição de 1934, mas operante somente a partir de 1941. 